# Спањано (Парма)
Спањано је насеље у Италији у округу Парма, региону Емилија-Ромања.
Према процени из 2011. у насељу је живело 80 становника. Насеље се налази на надморској висини од 224 м.